# De Havilland DH.15 Gazelle
Die Airco DH.15 „Gazelle“ war ein einmotoriger zweisitziger Doppeldecker der britischen Firma Airco und eine fast baugleiche Bomberversion der DH.9A. Sie wurde versuchsweise mit einem wassergekühlten 500 PS starken 12-Zylinder-Motor ausgerüstet. Erstflug war 1919 in Hendon. Nach der Insolvenz von Airco im Jahre 1920 wurde ein Teil der Betriebsstätten von der Firma de Havilland Aircraft Company übernommen, die dieses Projekt nicht weiter verfolgte.
Eine umgebaute Maschine wurde für einen misslungenen Afrikaflug verwendet.

## Technische Daten
| Kenngröße             | Daten |
| --------------------- | --- |
| Besatzung             | 2 (Pilot/Bombenschütze)                                                                                            |
| Länge                 | 9,27 m |
| Spannweite            | 12,92 m |
| Höhe                  | 3,44 m |
| Flügelfläche          | 40,32 m² |
| Höchstgeschwindigkeit | 224 km/h |
| Steigrate             | 7,62 m/s |
| Dienstgipfelhöhe      | 6100 m |
| Triebwerke            | ein 12-Zylinder-V-Motor Packard Liberty L-12 mit etwa 500 PS (ca. 370 kW)                                          |
| Bewaffnung            | ein starres, nach vorn feuerndes 7,7-mm-Vickers-MG, ein bis zwei 7,7-mm-Lewis-MGs auf Drehkranz, 200 kg Bombenlast |